# Tarache abdominalis
Tarache abdominalis is een vlinder uit de familie van de uilen (Noctuidae). De wetenschappelijke naam van de soort is voor het eerst voorgesteld door Augustus Radcliffe Grote in een publicatie uit 1877.
De soort komt voor in de Verenigde Staten.